# ビタミン乳業
ビタミン乳業株式会社（ビタミンにゅうぎょう）は、大阪府大阪市西区に本社を置く乳製品メーカー。学校給食の牛乳としてよく提供されている。１時間で約8000個の牛乳を作っている。
2024年11月14日現在

## 沿革
- 1927年 - 大阪府泉南郡田尻町で庄司牧場を自営する
- 1951年 - ビタミン乳業株式会社と命名